# Peter Simonischek
Peter Maria Simonischek, más conocido como Peter Simonischek (Graz, 6 de agosto de 1946-Viena, 29 de mayo de 2023) fue un actor austriaco.

## Biografía
Pasó su infancia en el sureste de Estiria Markt Hartmannsdorf, donde su padre era un médico dentista. Luego, terminó la escuela secundaria donde realizó varias veces teatro. Su padre quería que estudiara medicina, mientras que el hijo era reacio. En su lugar, comenzó a estudiar arquitectura en la Universidad Técnica de Graz. Bajo la presión del padre que se inició en paralelo con un entrenamiento técnico dental, la cual, sin embargo, no terminó. 
Durante su tiempo en el interés de la Academia Simoni shek creció hacia el arte dramático y se alistó en secreto en la Academia de Música y Artes escénicas en Graz. Fue reconocido internacional mente por protagonizar junto a Sandra Hüller la película Toni Erdmann de Maren Ade.
Peter Simonischek interpretó en numerosas ocasiones el papel principal en el Jedermann, la pieza dramática de Max Reinhardt y Hugo von Hofmannsthal con la que cada año se abre las funciones de teatro del Festival de Salzburgo. El actor interpretó ese prestigioso papel en un total de 91 ocasiones entre 2002 y 2009, un récord en la historia del certamen. Conocido por su capacidad de interpretar papeles tan dramáticos como también en roles más ligeros en comedias. En el año 2016 protagonizó Toni Erdmann, una coproducción entre Austria y Alemania que estuvo nominada a la mejor película de habla no inglesa. La película logró cinco galardones en los Premios del Cine Europeo de 2016, entre ellos mejor film y mejor actor para Peter Simonischek.

## Vida privada
El 26 de agosto de 1989, Peter Simonischek se casó con la actriz Brigitte Karner. El matrimonio tuvo dos hijos, sin embargo, él tuvo uno tercero gracias a su antiguo matrimonio con la actriz Charlotte Schwab.